# Sideroxylon socorrense
Sideroxylon socorrense är en tvåhjärtbladig växtart som först beskrevs av Townshend Stith Brandegee, och fick sitt nu gällande namn av Terence Dale Pennington. Sideroxylon socorrense ingår i släktet Sideroxylon och familjen Sapotaceae. IUCN kategoriserar arten globalt som sårbar.
Artens utbredningsområde är Revillagigedoöarna (Mexiko). Inga underarter finns listade i Catalogue of Life.